# Károlyfalva
Károlyfalva ist ein Stadtteil von Sátoraljaújhely im Kreis Sátoraljaújhely im Komitat Borsod-Abaúj-Zemplén. Ehemals war Károlyfalva eine eigenständige Gemeinde.

## Geografische Lage
Károlyfalva liegt 6 Kilometer südwestlich des Zentrums von Sátoraljaújhely, das sich in Nordungarn, 73 Kilometer nordöstlich des Komitatssitzes Miskolc befindet. Nachbargemeinden sind Sárospatak, Makkoshotyka und Vágáshuta.

## Geschichte
Im Jahr 1913 gab es in der damaligen Kleingemeinde 424 Häuser und 85 Einwohner auf einer Fläche von 582 Katastraljochen. Sie gehörte zu dieser Zeit zum Bezirk Sárospatak im Komitat Zemplén. Anfang 1985 wurde die Gemeinde nach Sátoraljaújhely eingemeindet. Im Jahr 2022 gab es 307 Einwohner und 148 Wohnungen im Ort.

## Sehenswürdigkeiten
- Römisch-katholische Kirche Nepomuki Szent János, erbaut 1871
- Weltkriegsdenkmal

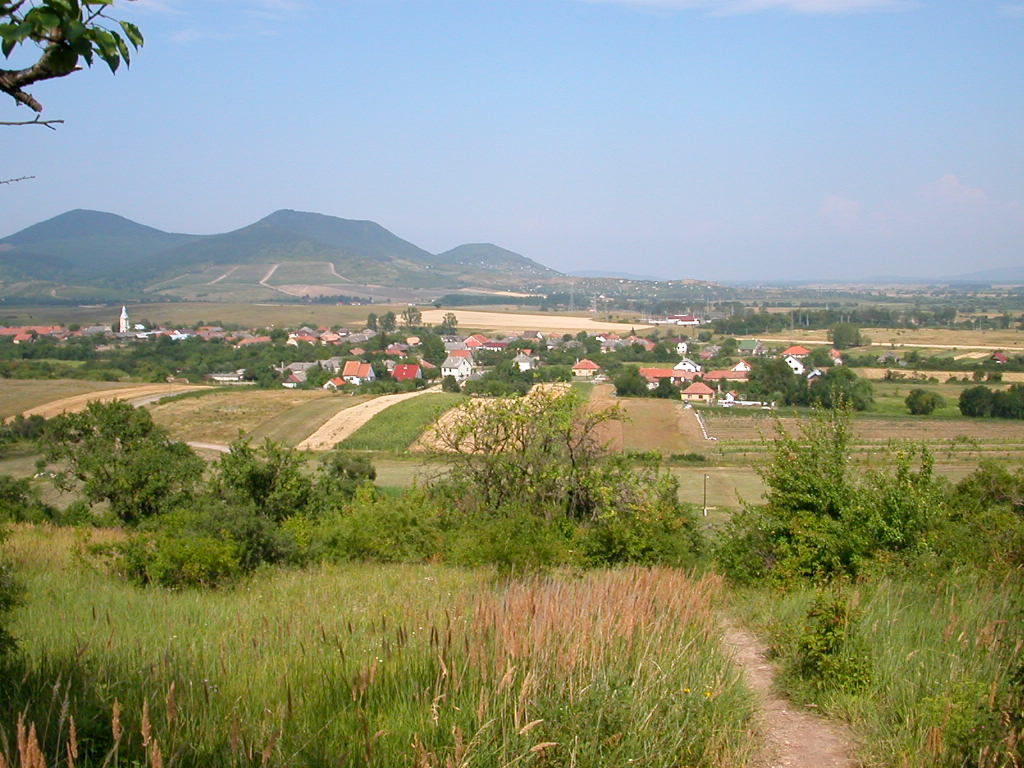
Blick auf Károlyfalva
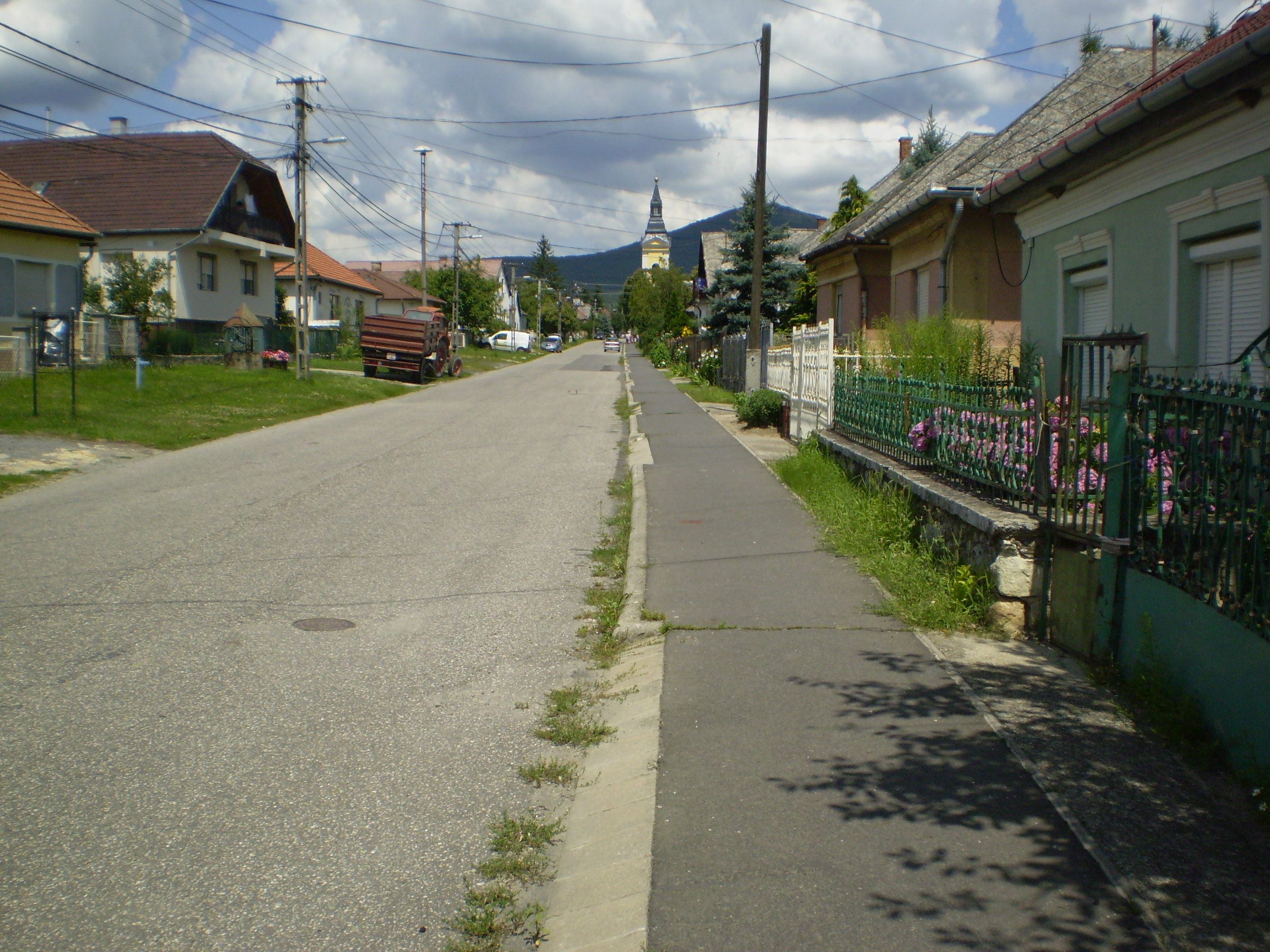
Rákóczi utca
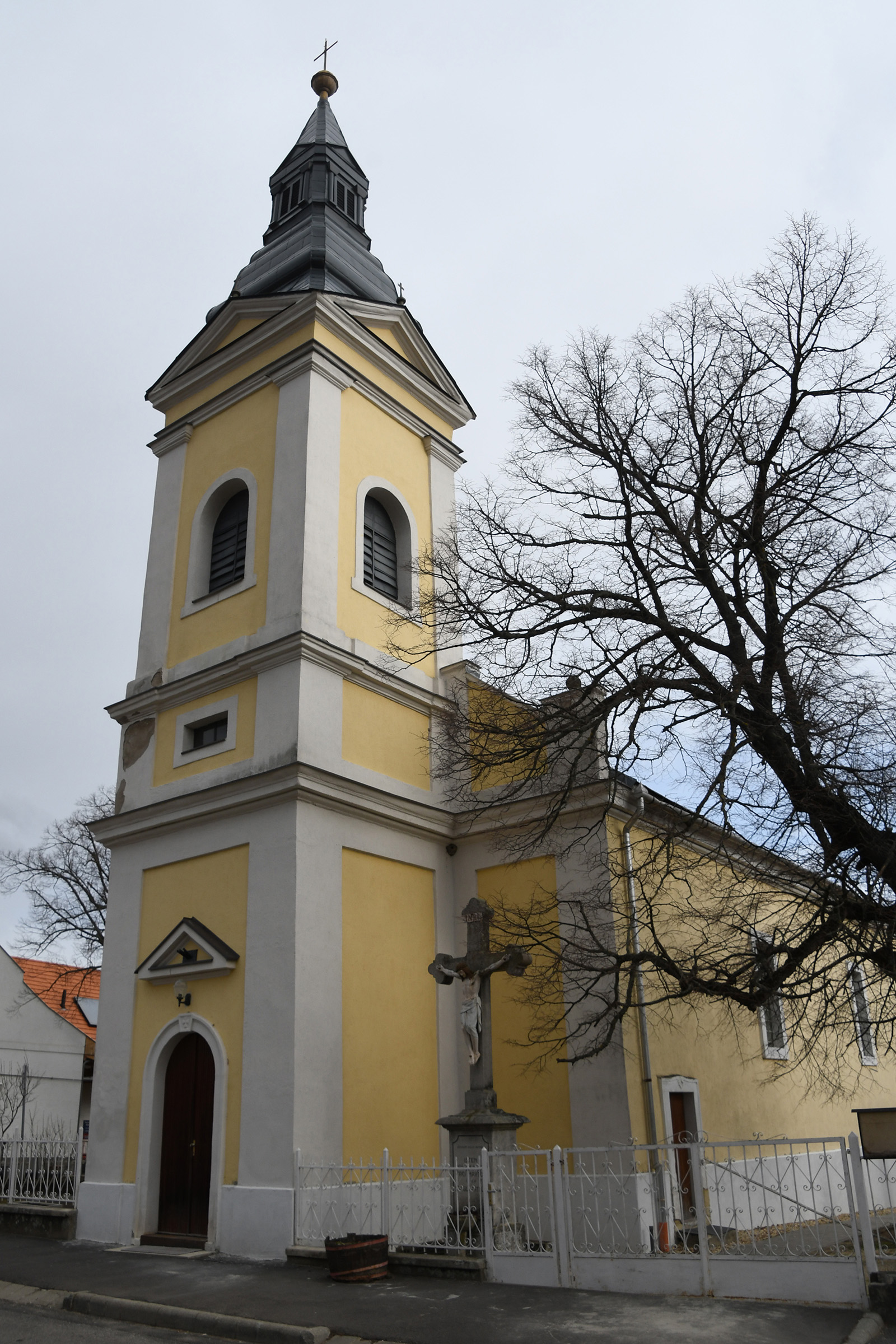
Kirche Nepomuki Szent János
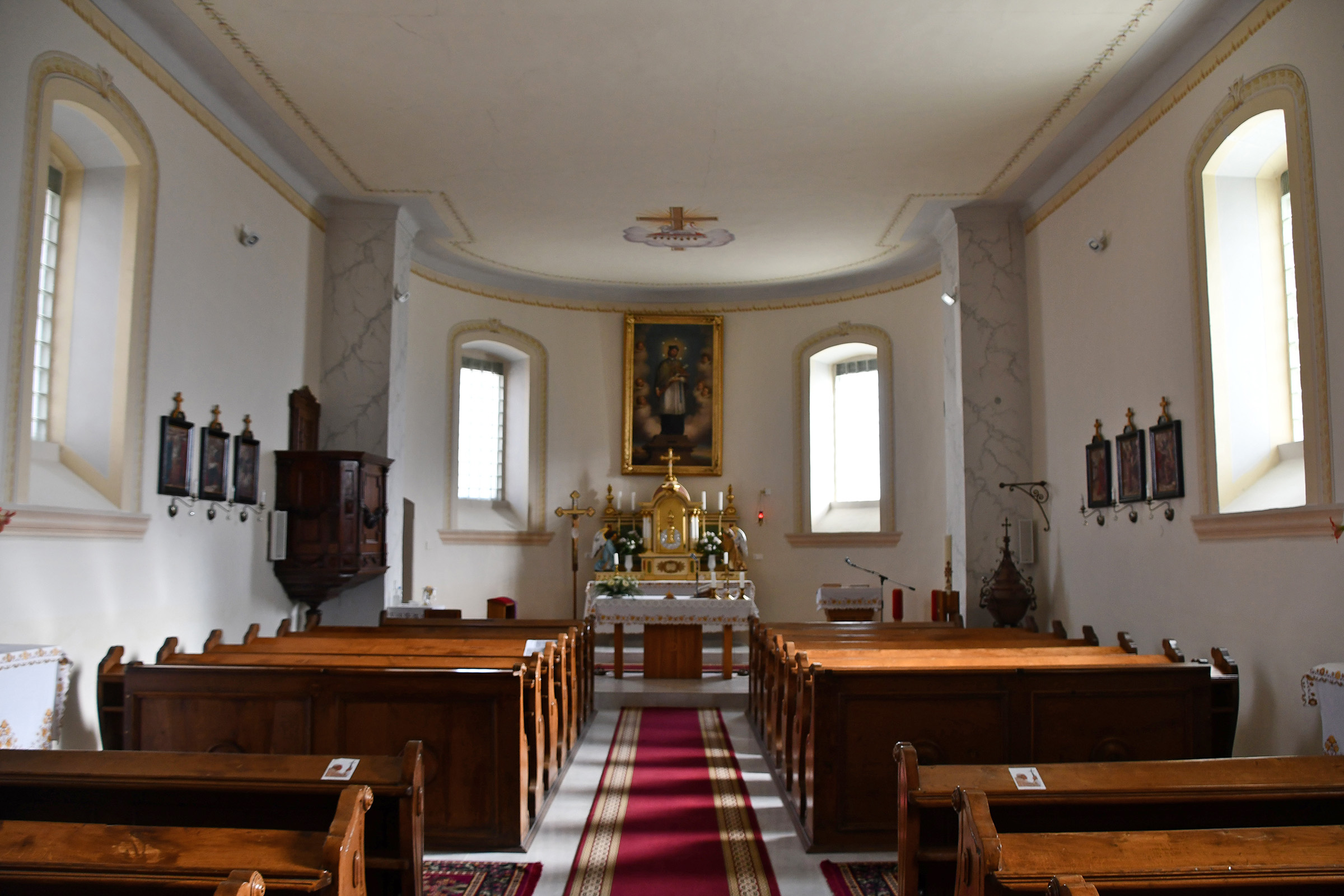
Innenraum der Kirche
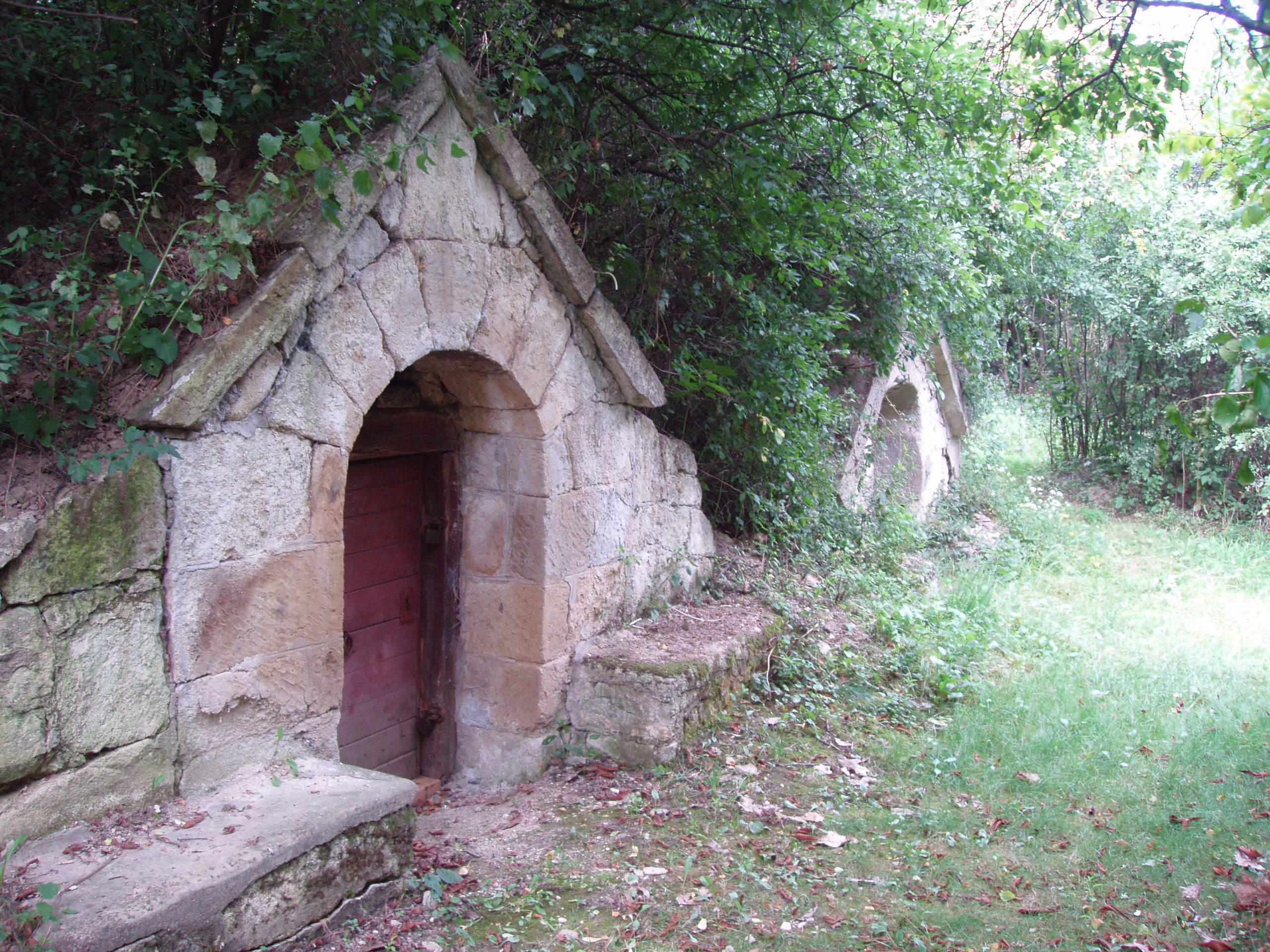
Weinkeller

## Verkehr
Durch Károlyfalva führt die Landstraße Nr. 3718. Es bestehen Busverbindungen nach Sátoraljaújhely und Sárospatak, wo sich auch die nächstgelegenen Bahnhöfe befinden.